# Dr. Bob
Dr. Bob (bijnaam van Robert Holbrook Smith, St. Johnsbury, Vermont, VS, 8 augustus 1879) is samen met Bill W. uit East Dorset, Vermont de medestichter van Anonieme Alcoholisten (1935).

## Biografie
Na het behalen van zijn graduaat op St. Johnsbury Academy, in 1898, ging de jonge Bob voor vier jaar naar Dartmouth College, in Hanover, New Hampshire. Hij studeerde af in 1902 – met zijn eigen woorden: “‘summa cum laude’ in de ogen van de drinkende broederschap”, maar met een wat lagere beoordeling van de decaan.
In 1905, toen hij 26 jaar was, begon hij aan de universiteit van Michigan als student aan een voorbereidend jaar geneeskunde.
In 1907 ging hij als eerstejaars over naar de Rush University, dicht bij Chicago, waar hij in 1910 zijn medische diploma behaalde toen hij 31 was.
Hij huwde in 1915, na een 17-jarige verlovingstijd met Anne Ripley. Ze hadden een zoon Smitty en adopteerden hun dochter Sue (toen ze 5 jaar was).
Kenmerkend voor een alcoholist in twee citaten uit de schoolreünies (eindejaars 1902)
In november 1936 noteerde de verslaggever het volgende: "Sommigen onder u zullen zich wel eens afgevraagd hebben hoe het gesteld is met Bob Smith, maar ik kan jullie geruststellen.
Bob liet ons weten dat, ook al was hij dikwijls in Hanover, hij het nooit kon maken op het tijdstip van de reünies. Hij hoopt nu erbij te zijn in juni 1937."
In november 1942 noteerde de verslaggever het volgende:
"Bob Smith, zoals wij hem kennen, is nu Dr. Robert Smith. (Hij was nog steeds niet aanwezig geweest op de reünies.) Hij heeft me een boek gestuurd, Anonieme Alcoholisten..."
Na een ontmoeting met Bill W. (12 mei 1935) drinkt hij zijn laatste glas op 10 juni 1935, dit wordt algemeen aangenomen als de start van AA.
In de volgende 15 jaar zou hij meer dan 8000 alcoholisten redden op de afdeling voor alcoholisten aan het St. Thomas Hospital, Akron. Hij deed dit volledig gratis.